# Franz Georg Junghans
Franz Georg Junghans (* 18. März 1755 in Odenheim; † 16. Juni 1828 in Mannheim) war ein württembergischer und badischer Verwaltungsbeamter.

## Leben
Junghans studierte ab 1777 Rechtswissenschaften an den Universitäten Straßburg und Göttingen. Nach einer ersten Anstellung als Assessor in Bruchsal erhielt er 1783 eine subalterne Stelle im hoch- und deutschmeisterlichen Dienst in Erlenbach bei Heilbronn. 1785 wurde er Rat und Amtmann zu Stocksberg (Stockheim) und Pfleger in Hilsbach. 1805 bis 1807 amtierte er nur noch als Pfleger in Hilsbach. Nach Übernahme in württembergische Dienste wurde er 1807 Oberamtmann des Oberamts Gaildorf, 1808 Oberamtmann des Oberamts Neckarsulm und noch im gleichen Jahr des Oberamts Ellwangen, 1810 Kameralverwalter in St. Georgen. 1810 fiel St. Georgen an Baden. Junghans wechselte in badische Dienste wurde als Gefällverwalter weiterverwendet. 1912 wurde er provisorischer Kreisrat des Kreisdirektoriums Villingen, 1813 Kreisrat in Wertheim und 1819 Kreisrat beim Neckarkreisdirektorium in Mannheim.